# Cantone di Wassigny
Il Cantone di Wassigny era una divisione amministrativa dell'arrondissement di Vervins.
A seguito della riforma approvata con decreto del 21 febbraio 2014, che ha avuto attuazione dopo le elezioni dipartimentali del 2015, è stato soppresso.

## Composizione
Comprendeva 15 comuni:
- Étreux
- Grand-Verly
- Grougis
- Hannapes
- Mennevret
- Molain
- Oisy
- Petit-Verly
- Ribeauville
- Saint-Martin-Rivière
- Tupigny
- La Vallée-Mulâtre
- Vaux-Andigny
- Vénérolles
- Wassigny